# 431 a.C.

## Eventos
- Tito Quíncio Peno Cincinato e Cneu Júlio Mentão, cônsules romanos. Aulo Postúmio Tuberto nomeado ditador romano por Cincinato para enfrentar a invasão de volscos e équos.
- Início da primavera, ao final do arcontado de Pitodoro: começa a Guerra do Peloponeso.[1]
- A maioria gregos da costa da Ásia se aliam com os atenienses: os cários, dores, jônios, os do Helesponto e das ilhas vizinhas, com exceção de Melos e Thera.[1]
- Os dois lados enviam embaixadores a Artaxerxes pedindo ajuda.[1]
- 3 de Agosto,[1][2] 17:00 em Atenas, no primeiro verão da guerra, ocorre um eclipse do Sol. O capitão do navio onde estava Péricles fica preocupado, mas Péricles, cobrindo o Sol com sua capa, mostra que não havia razão para se preocupar, porque a única diferença entre ele haver coberto o Sol e um eclipse era a área afetada.[1]

## Mortes
- Arcesilau IV da Cirenaica, morto por seus súditos. Em 200 anos, a Cirenaica teve oito reis, começando com Bato I, e cujos nomes se alternaram, de pai para filho, entre Bato e Arcesilau. Este foi o último rei da dinastia.[1]